# Worcruft Apocalysme
Worcruft Apocalysme est une web-série française créée et écrite par Aurélien Alerini et Stéphane Secq, réalisée par Stéphane Secq et mise en musique par Hervé Postic.
La diffusion de la première saison a débuté le 13 janvier 2011 sur Dailymotion et YouTube, puis à partir du 3 novembre 2011 sur la chaîne KazeTV,.

## Synopsis
Alors qu’une guilde formée de cinq amis s’apprête à jouer pour la première fois à la nouvelle mouture de leur MMORPG favori, l’un des joueurs va piéger les autres membres en les envoyant physiquement à l’intérieur du jeu grâce à une manipulation informatique.
Mais à leur arrivée dans l’univers de Worcruft « Apocalysme », la guilde découvre que son guerrier manque à l’appel et que Serge, son père, a été téléporté à sa place.

## Histoire

### Saison 1
- Épisode 1 : IRL
- Épisode 2 : IG
- Épisode 3 : Bobofett Discount
- Épisode 4 : Avec un peu d'aide de mes amis
- Épisode 5 : La Horde Maniak
- Épisode 6 : Farmer plus pour gagner plus
- Épisode 6 et demi : Et pendant ce temps, chez Kirk
- Épisode 7 : Les Loups à poils de Yack
- Épisode 8 : Le Négociateur
- Épisode 9 : Do you speak Worcruft?
- Épisode 10 : La Grande évasion

### Saison 2
- Épisode 1 : Ep01
- Épisode 2 : Ep02
- Épisode 3 : Ep03
- Épisode 4 : Ep04
- Épisode 5 : Ep05
- Épisode 6 : Ep06
- Épisode 7 : Ep07
- Épisode 8 : Ep08
- Épisode 9 : Ep09
- Épisode 10 : Ep10

## Distribution

### Les Personnages «Joueurs»
- Serge Chambon : Serge
- Bô Gaultier de Kermoal : Bo alias “Bobofett”
- Stéphane Derossis : Stéphane alias “Chaman”
- Marine Martin-Ehlinger : Wëëndy
- François LeGoazigo : Alienlolz alias “Le Martien”

### Les Personnages «Non-Joueurs»
- Eric Carta : Kirkfang alias “Kirk”
- Aurélien Alerini : SilentMum alias “La Momie” et Le Sorcier
- Nicolas Coste : Willem
- Nolwen Jarnet : Naïya alias “La Dryade”
- Nicolas Galgani : Zap le gobelin et Le donneur de quête

### Technique
Le tournage des 10 (et demi) épisodes de la première saison a eu lieu près de Toulon en mai 2010. Il a duré 13 jours.
- Musique : Hervé Postic
- Maquillage FX : Delphine Boyer
- Ingénieur du son : Victor Battaglia

- Décor : Benoit Dusserre
- Image : Benoit Dusserre, Marie Sorribas, Catherine Brillaut
- Réalisation et post production : Stéphane Secq
- Scénario : Aurélien Alerini, Stéphane Secq

## Informations complémentaires

### Format
Les épisodes de la première saison ont une durée de 6 à 9 minutes, à l’exception de l’épisode 6 et demi, beaucoup plus court.

### Sortie DVD
La première saison de la série sort en DVD le 8 février 2012

### Anecdotes et autres
Stéphane Derossis qui interprète Chaman a été initié au chamanisme par un vrai chaman un an avant le tournage.
Le nom de Bobofett fait référence au célèbre chasseur de primes Boba Fett de l’univers de Star Wars.
Kirk, diminutif de Kirkfang, fait référence à James Tiberius Kirk capitaine de l'USS Enterprise dans la série Star Trek.
Le nom de Willem fait référence au Sergent Willem
premier PNJ rencontré par les joueurs humains dans le jeu World of Warcraft.

### Citations
« 4 minutes 32, comme un tauren bleu. »
« Tu t'es déjà fait casser les pattes arrière en 19 minutes top chrono par un chaman en rut armé d'un totem de 30 centimètres? »
« Je vois des gens qui sont morts. »
« O...M...G... »
« Sainte-Mère des rôlistes priez pour moi ! Gary Gygax, me voilà ! »
« J'tai viré cette merde de Windows, j't'ai installé Linux. »
« Baraka !!! »
« Chaude pisse! [...] Ah voilà, mot de douleur ça part tout seul. »
« J'peux pas dispell ! J'peux pas dispell ! »
« Je farm pour 10po. Négociable. »
« Ok ! Mais juste le début alors ! »
« Je suis un guerrier ! et je vends des gobelets en plastique ! »
« Vous jouez à travailler ? »
« Les tortues dragons, tu savais que c'était leur période de reproduction !? »
« Ça pas être président, ça être le dernier Watchmen ! »
« Enfoiré de saloperie de fufu ! »
« Alors ? Avez-vous les foies de loup à poil de Yack dont j'ai besoin pour mesurer la corruption des animaux sauvages ? »
« Moi perso, je lis jamais les quêtes. »
« On va prendre quelqu'un qui sait au moins allumer son écran. »
« Et une joute irlandaise. Le premier qui saigne ou qui appelle sa mère a perdu. »
« Tu vas nous les filer tes ceintures en cuir bouilli ? Oui ou non ? »
« Et puis tu buff que dalle avec ta classe de péon ! »
« Toi pas être chevalier, toi être serveur à fast-food. »
« 25 ans de thérapie foutus en l'air, bon, vas-y petit, frappe-moi. »
« Hey les copains, vous avez de la chance que j'ai du sang indien, héhé. »